# (3092) Hérodote
(3092) Hérodote, désignation internationale (3092) Herodotus, est un astéroïde de la ceinture principale.

## Description
(3092) Hérodote est un astéroïde de la ceinture principale. Il fut découvert par le programme PLS le 24 septembre 1960 à l'observatoire Palomar. Ses désignations temporaires sont 6550 P-L, 1980 TH10, 1983 CC1 et A907 VN. Il présente une orbite caractérisée par un demi-grand axe de 3,5295 UA, une excentricité de 0,1219 et une inclinaison de 10,9413° par rapport à l'écliptique.
Il fut nommé en hommage à l'historien grec Hérodote, souvent considéré comme le premier historien, surnommé « Père de l'histoire » par Cicéron.

## Compléments